# فيليا فاولر
فيليا م. فاولر عالمة أمريكية متخصصة في بيولوجيا الخلية والكيمياء الحيوية المتخصصة في الهيكل الخلوي. وهي أستاذة ورئيسة قسم العلوم البيولوجية في جامعة ديلاوير.

## النشأة والتعليم
حصلت فاولر على درجة البكالوريوس في الآداب من كلية أوبرلين عام 1974 وعلى درجة الدكتوراه من جامعة هارفارد عام 1980. أثناء العمل على درجة الدكتوراه، تم تسميتها زميلة مؤسسة العلوم الوطنية.

## الحياة المهنية والابحاث
كانت فاولر زميلا لجين كوفين تشايلدز ما بعد الدكتوراه من 1980-1982 في كلية الطب بجامعة جونز هوبكنز تحت إشراف الدكتور فان بينيت. بقيت في جامعة جونز هوبكنز لمدة عامين آخرين كباحثة قبل أن تصبح أستاذة مساعدة في علم التشريح وبيولوجيا الخلية في كلية الطب بجامعة هارفارد عام 1984. من عام 1987 إلى 2018، قادت فاولر مجموعة بحثية في معهد سكريبس للأبحاث، حيث عملت كعميد مشارك للدراسات العليا بدءًا من عام 2013 والرئيس بالنيابة لقسم الخلية والبيولوجيا الجزيئية من 2014-2015. في عام 2018 ، أصبحت رئيسة قسم العلوم البيولوجية في جامعة ديلاوير . 
عملت فاولر كعضو هيئة تحرير في مجلة الكيمياء البيولوجية منذ عام 2012، ومحرر مشارك في نفس المجلة منذ عام 2013.
ركزت أبحاث فاولر على تكوين وشكل خلايا الدم الحمراء كما تتأثر بهيكلها الخلوي، وتحديداً الأكتين والميوسين. كما تدرس دور الأكتين في وظيفة عدسة العين.

## الجوائز والتكريمات
- جائزة زمالة المؤسسة الوطنية للعلوم (1975-1978)
- جائزة زمالة مؤسسة جين كوفين تشايلدز لما بعد الدكتوراه (1980-1982)
- جائزة منحة الباحث الجديد من NIH (1983-1984)
- أنشأت جمعية القلب الأمريكية جائزة المحقق (1990-1995)